# معركة الأبيض
معركة الأبيض أو معركة شيكان هي معركة وقعت بين قوات المهديين وقوات مصرية انتصرت فيها قوات المهديين انتصاراً ساحقاً.
قررت الحكومة البريطانية تجميع جيش للتحرك إلى السودان والقضاء على الدولة المهدية وكانت القيادة مشتركة مصرية بقيادة علاء الدين باشا وسليمان باشا وبريطانية بقيادة هكس باشا. وفي يوم 27/9/1883م تحركت القوات المشتركة حتى وصلت الخرطوم ومنها إلى كردفان ( الأبيض ).
ومن جهة أخرى فقد اتخذ محمد أحمد المهدي ترتيبات تشتمل علي وضع العراقل في الطريق وتكوين فرق لإزعاج القوات البريطانية مسلحين بالأسلحة النارية بقيادة محمد عثمان أبو قرجة وأمر أيضاً بترحيل القبائل التي تقع في طريق الحمرة وردم الآبار وشحت الموارد وانهارت المعنويات وساءت أحوال الجيش المصري الإنجليزي وكانت هذه مقدمة الهزيمة .
استدرج الأنصار القوات البريطانية إلي غابة شيكان وعند وصول القوات البريطانية الي الغابة التي كان القوات المهدية يتمركزون فيها في خنادق فوق الأشجار ووسط الحشائش في شكل فخ وفي 5/11/1883م كانت المعركة واظهر الأنصار القدرة العسكرية والقيادية وتمكنوا من اغتنام الكثير من الأسلحة وتمكنوا بعد ذلك من فتح دارفور وبحر الغزال.